# Sangwon
Sangwon (Hán Việt: Tường Nguyên) là một huyện của tỉnh Hwanghae Bắc tại Cộng hòa Dân chủ Nhân dân Triều Tiên. Trước năm 1952, Sangwon chỉ là một thị trấn thuộc huyện Chunghwa County. Đến năm 1952 nó được tách ra thành một đơn vị riêng biệt, và đến năm 1963 được chuyển từ tỉnh Pyongan Nam sang thủ đô Bình Nhưỡng. Sangwon nằm ở phía bắc của các huyện Hwangju, Yontan, và Suan của tỉnh Hwanghae Bắc, phía nam của sông Nam và huyện Kangdong, phía tây của huyện Yonsan, và phía đông của huyện Chunghwa. Năm 2010, huyện lại được chuyển từ thủ đô Bình Nhưỡng về tỉnh Hwanghae Bắc; một số phương tiện truyền thông cho rằng điều này là để làm giảm tình trạng căng thẳng cho hệ thống phân phối lương thực tại Bình Nhưỡng.

## Dân cư
Năm 2008, dân số của huyện là 92.831 người (43.021 nam và 49.810 nữ), trong đó, dân cư thành thị là 35.941 người (38,7%) và dân số nông thôn là 56.890 người (61,3%).

## Hành chính
Huyện được chia thành 1 thị trấn (up), 1 khu lao động và 20 'ri' (xã).
| - Sangwon-up 상원읍/祥原邑 - KLĐ Myongdang 명당노동자구/明堂勞動者區 - Chang-ri 장리/場\|里}} - Changhang-ri 장항리/獐項里 - Chonsan-ri 전산리/錢山里 - Chung-ri 중리/中里}} - Huku-ri 흑우리/黑\|隅\|里}} - Kumsong-ri 금성리/金城里 - Kwiil-ri 귀일리/貴逸里 - Pondong-ri 번동리/繁洞里 - Rodong-ri 로동리/蘆洞里 | - Rungsong-ri 릉성리/綾盛里 - Ryongchon-ri 령천리/靈川里 - Ryonggok-ri 룡곡리/龍谷里 - Sagi-ri 사기리/沙器里 - Siksong-ri 식송리/植松里 - Sinwon-ri 신원리/新院里 - Susan-ri 수산리/水山里 - Taechon-ri 대천리/大泉里 - Taedong River-ri 대동리/大同里 - Taehung-ri 대흥리/大興里 - Ungu-ri 은구리/銀口里 |